# 潛在同性戀
潛在同性戀（Latent homosexuality）是指未層有意識經歷或公開表達同性之間吸引的人，但這可能意味對同性戀關係的隱藏傾向或潛在的興趣。但這種關係因被壓制或不被認可而未被探索，也可能永遠不被探索。這一概念最初由西格蒙德·弗洛伊德提出。 

## 外部連結
- The Roots Of Homophobia - Putting Freud To The Test（页面存档备份，存于） PBS
- Nicklas Johnson The Homosexual Generation